# إيماني (قرية)
إيماني هي إحدى قرى النوبة والتي تقع في دولة السودان في منطقة دنقلا .